# Alessandro Bovo
Alessandro Bovo (Genova, 1 de janeiro de 1969) é um jogador de polo aquático italiano, medalhista olímpico.

## Carreira
Alessandro Bovo fez parte da geração de ouro italiana no polo aquático, campeão olímpico de Barcelona 1992 e prata em Atlanta 1996.